# Bevolking van Slowakije
Op 13 juni 2021 bestond de bevolking van Slowakije, volgens gegevens van het Bureau voor de Statistieken van de Slowaakse Republiek (Slowaaks: Štatistický úrad Slovenská Republika), uit 5.449.270 personen. Ten opzichte van de voorgaande volkstelling, die plaatsvond op 21 mei 2011, is de bevolking met 52.234 personen toegenomen, hetgeen overeenkomt met een jaarlijkse groei van minder dan 0,1%. 

## Geschiedenis
In Slowakije worden sinds de middeleeuwen (volks)tellingen gehouden, doorgaans met tussenpozen van tien jaar. Het eerste (moderne) statistisch onderzoek, gebaseerd op de principes van internationale statistische congressen, werd op 31 december 1869 gehouden op het grondgebied van het huidige Slowakije. De eerste Tsjechoslowaakse volkstelling werd 52 jaar later, op 15 februari 1921, gehouden, waarin 13.410.750 inwoners werden geregistreerd (waarvan 2.993.859 op het huidige grondgebied van Slowakije). De laatste Tsjechoslowaakse volkstelling vond plaats op 3 maart 1991, waarbij 5.274.335 werden geregistreerd in het huidige Slowakije.
De eerste volkstelling in het onafhankelijke Slowakije werd gehouden op 26 mei 2001. De organisatie, de gegevensverzameling, de gegevensverwerking, de publicatie en de gegevenspresentatie werd volledig verzorgd door het Bureau voor de Statistiek van de Slowaakse Republiek. Bij de volkstelling van 2011 kregen de inwoners van Slowakije de mogelijkheid om het censusformulier ook elektronisch in te vullen. Naast de officiële taal van Slowakije, het Slowaaks, konden inwoners het censuformulier ook in het Hongaars, Romani, Roetheens en Oekraïens verkrijgen. Censusformulieren in de Engelse taal waren alleen in elektronische vorm beschikbaar.
| Inwoners           | 4.537.290 | 4.991.168 | 5.274.335 | 5.379.455 | 5.397.036 | 5.449.270 |
| Index (1970=100,0) | 100,0     | 110,0     | 116,2     | 118,6     | 118,9     | 120,1     |

De volkstelling van 13 juni 2021 werd gecoördineerd door de Europese Unie en de Verenigde Naties, in overeenstemming met Verordening (EG) nr. 763/2008 van het Europees Parlement en de Raad, als onderdeel van het mondiale programma van bevolkings- en huisvestingstellingen. Deze volkstelling was gebaseerd op een nieuw concept: het was de eerste geïntegreerde en volledig elektronische volkstelling in Slowakije. De volkstelling van 2021 werd in twee fasen uitgevoerd: de woningtelling en de volkstelling. De woningtelling werd van 1 juni 2020 tot en met 12 februari 2021 door de gemeenten uitgevoerd, zonder bevolkingsparticipatie via een elektronisch systeem. De volkstelling bestond uit de zelftelling van de bevolking (15 februari - 31 maart 2021) en de begeleide volkstelling (3 mei - 13 juni 2021). Vanwege de ongunstige planning (in verband met de coronapandemie) werd de geassisteerde volkstelling niet gelijktijdig met de zelftelling uitgevoerd.

## Etnische groepen

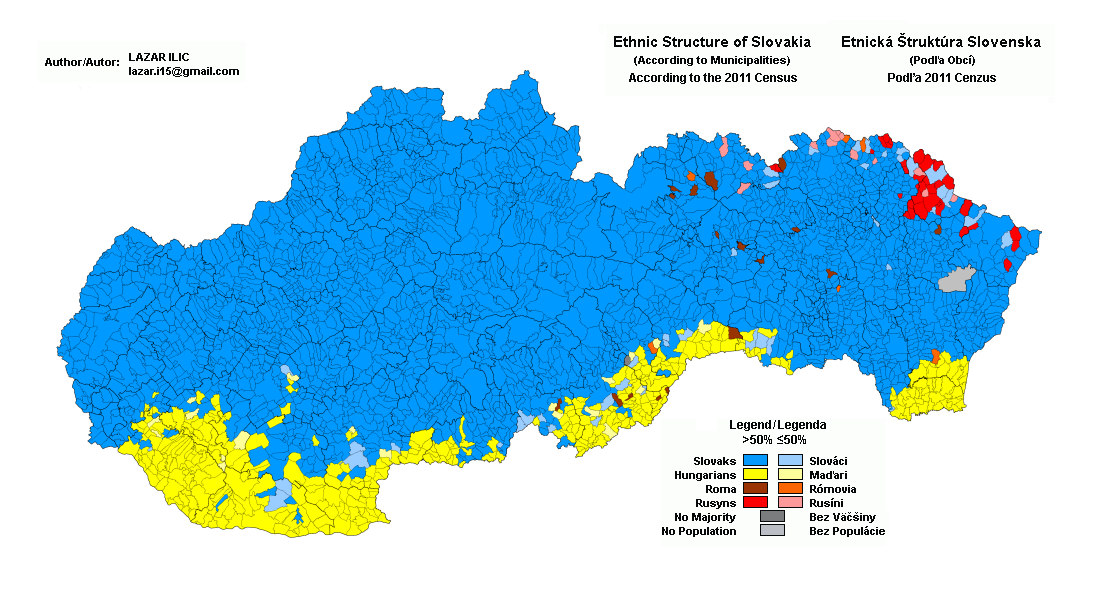
Etnische samenstelling van Slowakije in 2011

Slowakije is een multi-etnisch land. In 2021 identificeerden 4.567.547 van de 5.449.270 inwoners zichzelf als etnische Slowaken, oftewel 83,82% van de Slowaakse bevolking. 
De grootste minderheid vormde de Hongaarse minderheid in Slowakije. Met 422.065 etnische Hongaren kwam het aandeel Hongaren in de Slowaakse bevolking uit op 7,75%. Slowakije heeft hiermee – na Roemenië – de grootste Hongaarse bevolking buiten Hongarije. De Hongaren in Slowakije wonen vooral in het zuidelijk deel van het land, nabij de grens met Hongarije. In twee districten vormen ze een meerderheid van de bevolking: Okres Dunajská Streda (68,65%) en Okres Komárno (61,58%).
De derde bevolkingsgroep in Slowakije vormen de 67.179 (1,23%) Roma. Het aantal Roma is waarschijnlijk onnauwkeurig, omdat vele Roma uit angst voor antiziganisme een ander afkomst aangeven. Volgens verschillende schattingen wonen tussen de 458.000 en 560.000 Roma in Slowakije (oftewel 10% van de bevolking).
Andere belangrijke groepen vormen de 28.996 Tsjechen (0,53%) en 23.746 Roethenen (0,44%). Kleinere groepen zijn Oekraïners, Polen, Russen en Duitsers. De grootste niet-Europese etniciteit vormden de 2.793 Vietnamezen (0,05%).

## Religie

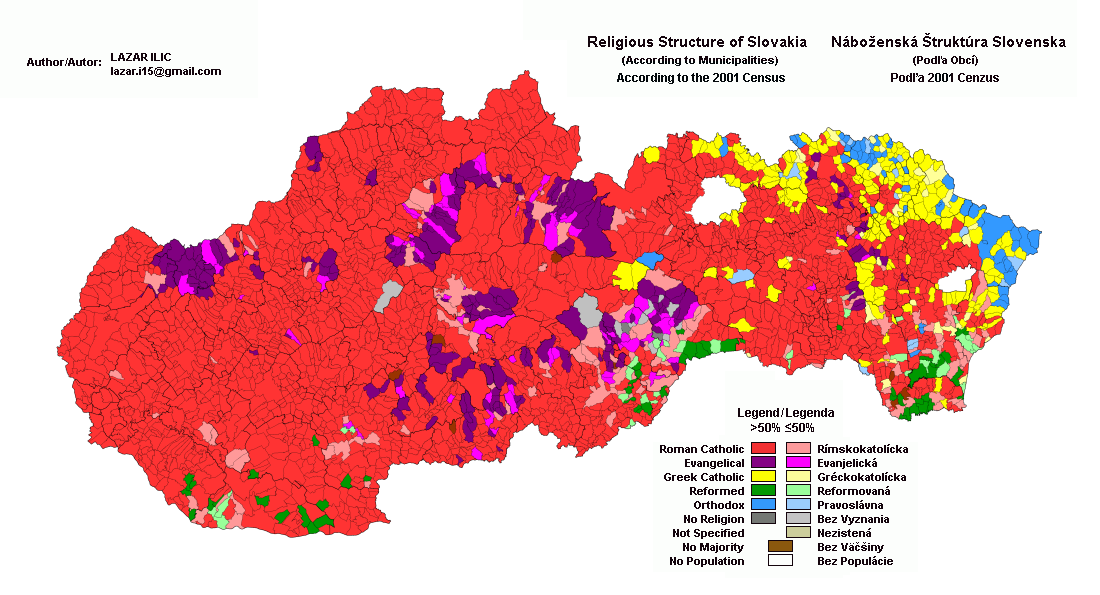
Religie in Slowakije in 2001

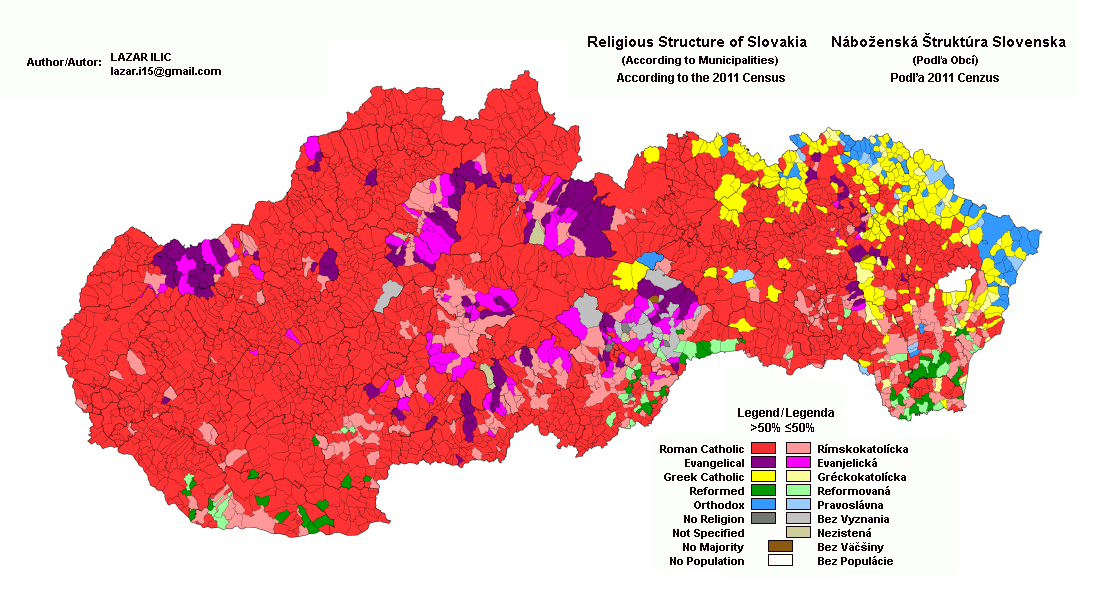
Religie in Slowakije in 2011

De bevolking van Slowakije is grotendeels christelijk en van oudsher katholiek georiënteerd. Desalniettemin is het aandeel inwoners zonder religie de afgelopen decennia continu toegenomen.
In de volkstelling van 2021 noemden ongeveer 3,75 miljoen Slowaken zichzelf christen (68,8% van de bevolking), een daling van circa 330.000 personen ten opzichte van 2011, toen 4,1 miljoen christenen werden geteld (75,5% van de bevolking). In 2001 noemden nog 4,5 miljoen Slowaken zichzelf christen, destijds 83,8% van de Slowaakse bevolking. Tussen 2001 en 2021 is het aantal christenen met 765.000 gelovigen afgenomen (−17%), terwijl het aandeel christenen in de totale bevolking met 15 procentpunten is afgenomen.  
Van de christenen was het overgrote deel, ruim 3 miljoen (in 2021), rooms-katholiek (55,8% van de bevolking). Ook de Slowaakse Grieks-Katholieke Kerk had met 218.000 leden relatief grote aanhang (4%). In totaal was ongeveer 60% van de bevolking katholiek. Alhoewel het aantal rooms-katholieken tussen 2001-2021 met 670.000 leden (−18,1%) is afgenomen, is het aantal oosterse-katholieken in dezelfde periode relatief stabiel (−1.600 leden, oftewel −0,7%). De katholieken vormden in elke regio van Slowakije de grootste groep, met uitschieters in Okres Námestovo (92%), Okres Tvrdošín (87%) en Okres Čadca (86%). 
De op een na grootste geloofsgemeenschap vormden de 287.000 leden van de 'Evangelische Kerk van de Augsburgse Confessie' (zie: Lutheranisme). Hun aandeel bedroeg in 2021 5,3% van de Slowaakse bevolking, een daling ten opzichte van 5,9% (316.000 leden) in 2011 en 6,9% (373.000 leden) in 2001. Relatief gezien woonden de meeste leden in Okres Myjava met 44%. Uitgezonderd van de districten Liptovský Mikuláš (27%) en Turčianske Teplice vormden zij nergens meer dan 20% van de bevolking.
Andere belangrijke christelijke kerkgenootschappen vormden de 85.000 leden van de Slowaakse Christelijk Gereformeerde Kerk (1,6%) en 50.700 leden van de Orthodoxe Kerk in de Tsjechische Landen en Slowakije (0,9%). De laatste groep is tussen 2001 en 2021 in absolute en relatieve aantallen ongewijzigd gebleven, terwijl de Gereformeerde Kerk nog 99.000 leden (1,8%) in 2011 had en 110.000 leden (2%) in 2001. De Jehova's getuigen had 16.400 leden (0,3%), een daling ten opzichte van 17.200 leden in 2011 en 20.600 leden in 2001.
In 2021 werden bijna 1,3 miljoen Slowaken zonder religie geregistreerd, oftewel 23,79% van de bevolking. Het aantal personen zonder religie is bijna verdubbeld ten opzichte van 725.000 personen (13,4%) in 2011 en 697.000 (13%) in 2001. Het hoogste aandeel van personen zonder religie bevindt zich in de regio Bratislava, bijna 40%. In bijna alle districten van Bratislava bedraagt het aandeel personen zonder religie meer dan 40% van de bevolking – uitgezonderd van Okres Senec (34%), Okres Pezinok (32%) en Okres Malacky (31%). Buiten de regio Bratislava heeft Okres Rožňava (40,85%) een hoog percentage inwoners zonder religie.

## Urbanisatie
Tot de Tweede Wereldoorlog was Slowakije een typische landbouwstaat. In 1960 woonde nog 66,54% van de bevolking in dorpen op het platteland; in 2021 was dit percentage gezakt tot 46,81% (ruim 2,55 miljoen personen). In tegenstelling tot de buurlanden Hongarije en Oekraïne vond de verstedelijking in Slowakije langzaam maar geleidelijk plaats. Hierdoor is het landelijke karakter van Slowakije grotendeels behouden. Volgens Eurostat behoort Slowakije samen met Slovenië, Ierland en Litouwen tot een van de weinige landen in de Europese Unie waarin de plattelandsbevolking 40% of meer van de bevolking vormt.
De grootste stad in Slowakije was de hoofdstad Bratislava met 475.000 inwoners in 2021. Košice was de tweede stad in het land met ruim 225.000 inwoners. Uitgezonderd van deze twee steden kent Slowakije geen andere nederzettingen met meer dan 100.000 inwoners. Andere steden met meer dan 50.000 inwoners waren (van groot naar klein): Prešov, Žilina, Nitra, Banská Bystrica, Trnava, Trenčín en Martin.